# قرار مجلس الأمن التابع للأمم المتحدة رقم 1320
قرار مجلس الأمن التابع للأمم المتحدة 1320، الذي اتخذ بالإجماع في 15 سبتمبر 2000 ، بعد إعادة تأكيد القرارات 1298 (1999) و 1308 (2000) و 1312 (2000) بشأن الحالة بين إريتريا وإثيوبيا، و1308 (2000)، نشر المجلس عنصرا عسكريا كجزء من بعثة الأمم المتحدة في إثيوبيا وإريتريا ، ومدد ولايتها حتى 15 مارس 2001.
وأكد مجلس الأمن على ضرورة امتثال البلدين للقانون الإنساني الدولي والقانون الدولي لحقوق الإنسان والقانون الدولي للاجئين. وأيد الاتفاق اتفاق وقف أعمال القتال بين حكومتي إثيوبيا وإريتريا ، وتعهد بالعمل مع الطرفين ومع منظمة الوحدة الأفريقية لتنفيذ الاتفاق.

## وصلات خارجية
- Text of the Resolution at undocs.org